# Дуротриги

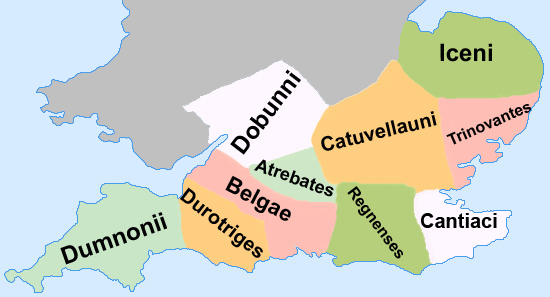
Дуротриги на территории Южной Британии

Дуротриги — древнее кельтское племя на территории Британии. Дуротриги населяли современные Дорсет, южные Сомерсет и Уилтшир а также восток Девона. Основными поселениями после римского завоевания были Дурноварий (современный Дорчестер), являвшийся столицей племени, а также Линдинис (современный Илчестер). Владения дуротригов граничили на западе с думнониями, а с востока — с землями белгов.

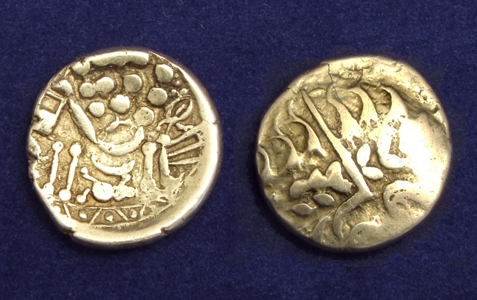
Золотой статер дуротригов.

Дуротриги были больше, чем конфедерация небольших племён. Ещё до прихода римлян они чеканили монеты, в основном занимаясь сельским хозяйством рядом с крупными городищами.
Ареал проживания дуротригов был определён благодаря их монетам: несколько из них нашли в «корневой» области, за рекой Эйвон и её притоком Вайли. Основным торговым маршрутом был пролив Ла-Манш, активно использовавшийся в первой половине I века до н. э. во время появления гончарного круга, но ослабевший ещё до прихода римлян. Нумизматические исследования указывают на деградацию чеканки, означающую экономическое и культурное угасание.
Дуротриги пережили римское вторжение в 43 году н. э., и в «Жизни двенадцати цезарей» Светония упоминаются сражения между ними и II Августовым легионом под командованием Веспасиана. К 70 году племя было романизировано и вошло в состав Римской Британии. В районах его проживания римляне развивали разработку карьеров и производство керамики.